# Rémy Cabella
Rémy Cabella né le 8 mars 1990 à Ajaccio (France) est un footballeur international français qui évolue au poste de milieu de terrain à l'Olympiakós.
Avec Montpellier HSC, il remporte le titre de champion de France en 2012.
Sélectionné en équipe de France depuis 2014, il participe à la Coupe du monde 2014.

## Biographie
Rémy Cabella est né le 8 mars 1990 à Ajaccio d'une mère corse et d'un père italien. Troisième d'une famille de quatre enfants, il grandit dans le quartier Les Hauts de Bodiccione à Ajaccio et commence le football à l'âge de trois ans à l'AC Ajaccio, puis joue au GFC Ajaccio avant de passer par l'AFA FA puis de revenir au Gazélec jusqu'en 14 ans Fédéraux.

### Carrière en club

#### Montpellier (2010-2014)
Rémy Cabella quitte la Corse en 2004, alors courtisé par plusieurs clubs, pour rejoindre le Montpellier HSC en dernière année de préformation avant d’intégrer le centre de formation du club l'année suivante. Il joue tour à tour avec les équipes de 14 ans Fédéraux, 15 ans Ligue, 16 ans Nationaux, 18 ans Nationaux puis en CFA et s'entraîne également de temps à autre avec le groupe professionnel. Le 9 mai 2009, il remporte au Stade de France la Coupe Gambardella avec ses coéquipiers Benjamin Stambouli et Younès Belhanda contre le FC Nantes. Rémy Cabella inscrit le second but de son équipe lors d'une victoire deux buts à zéro.
Rémy Cabella devient professionnel en juillet 2009 en signant un contrat de trois saisons. Cependant une grave blessure lors d'un entraînement en septembre l'oblige à subir une opération du ligament croisé antérieur du genou droit, gâchant son début de carrière professionnelle et le tenant éloigné des terrains pendant plusieurs mois. Il apparaît pour la première fois sur un banc de Ligue 1, le 10 avril 2010, au Stade Léon-Bollée, lors du match contre Le Mans UC suivi de deux autres apparitions dans le groupe sans toutefois entrer en jeu puis prolonge son contrat avec le Montpellier HSC jusqu'en 2014.
En juillet 2010, Rémy Cabella est prêté pour un an à l'AC Arles-Avignon qui vient d'être promu en Ligue 1. Cependant comme l'année précédente, il se blesse en début de saison en se déchirant le quadriceps droit. Il ne débute ainsi en Ligue 1 que le 4 décembre 2010, au Parc des Sports d'Avignon, lors du match face à l'AS Nancy Lorraine, puis connaît sa première titularisation le 22 décembre 2010 contre l'OGC Nice et marque son premier but, le 12 mars 2011 contre le FC Lorient. Après avoir disputé dix-huit matchs et marqué trois buts, il retourne au Montpellier Hérault SC.
Rémy Cabella fait ses débuts et en tant que titulaire avec son club formateur en Ligue 1, le 6 août 2011, au stade de la Mosson face à l'AJ Auxerre et marque son premier but en Ligue 1 avec le club dans sa ville natale contre l'AC Ajaccio, le 21 septembre 2011 au Stade François-Coty. Le 8 janvier 2012, il inscrit son premier doublé avec le groupe professionnel lors du match de Coupe de France face à l'AS Prix-lès-Mézières au Stade du Petit-Bois de Charleville-Mézières.

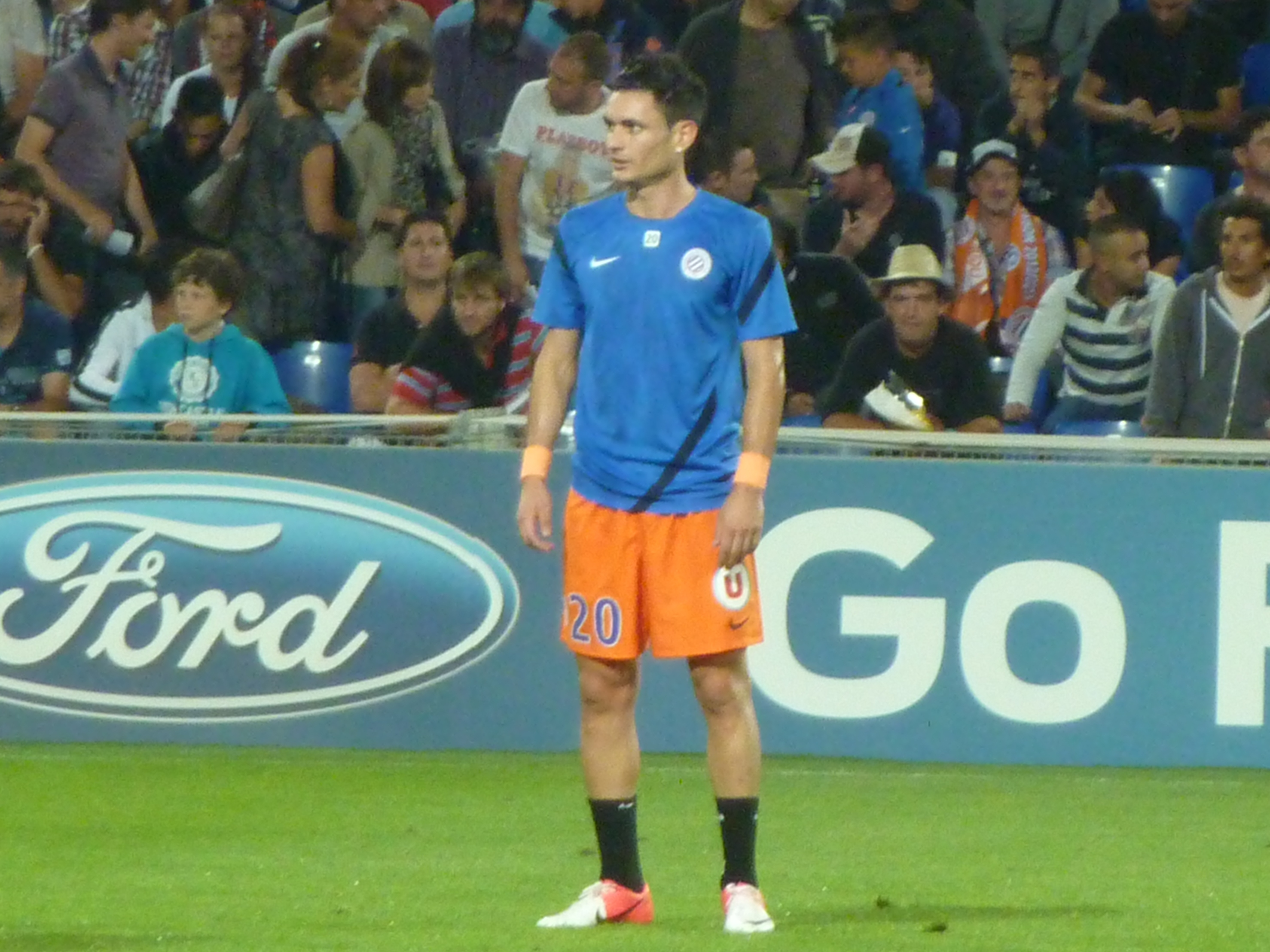
Rémy Cabella avec le Montpellier HSC en septembre 2012.

Le 24 janvier 2012, il prolonge son contrat de deux saisons jusqu'en 2016 avec son club formateur puis est nommé pour le Trophée UNFP du meilleur espoir de Ligue 1 2011-2012 le 28 avril 2012. Le 20 mai 2012, il devient champion de France en ayant joué vingt-neuf matchs et marqué trois buts lors de la saison. Il participe également à quatre matchs de Coupe de France pour trois buts et à un match de Coupe de la Ligue.
La nouvelle saison débute par le Trophée des champions face à l'Olympique lyonnais, le 28 juillet 2012 à la Red Bull Arena située à Harrison, près de New York. Les deux équipes font match nul un partout et les Montpelliérains s'inclinent lors de la séance des tirs au but. Rémy Cabella inscrit son premier but de la saison 2012-2013 en Ligue 1, lors d'un déplacement sur la pelouse du FC Sochaux, le 1er septembre 2012. Il débute en même temps que son club formateur en Ligue des champions, le 18 septembre 2012 face à Arsenal FC. Il est une nouvelle fois nommé pour le Trophée UNFP du meilleur espoir de Ligue 1, il joue trente-et-un matchs en marquant sept buts et délivrant six passes décisives en Ligue 1. En Ligue des champions, il a joué les six matchs de poule et délivré une passe décisive. Il est élu meilleur joueur du Montpellier HSC par les supporters du club.
Lors de la saison 2013-2014, il réalise une très bonne saison en marquant 14 buts et délivrant cinq passes décisives en championnat. Rémy Cabella annonce officiellement son départ du club le 10 mai 2014 en disant qu'il va disputer le soir même contre le SC Bastia, « son dernier match à La Mosson ».

#### Newcastle United (2014-2015)
Rémy Cabella s'engage le 13 juillet 2014 avec Newcastle United qui cherchait à le recruter depuis le mois de janvier. Il signe un contrat de six ans avec le club anglais, son club formateur reçoit une indemnité de transfert de 10 millions d'euros. Cabella débute en tant que titulaire en Premier League, le 17 août 2014 à St James' Park face à Manchester City. Le milieu de terrain connaît une adaptation difficile à la Premier League malgré sa place de titulaire pendant les deux premiers mois de la saison,. Il délivre sa première passe décisive de la saison lors de la 8e journée face à Tottenham. Rémy Cabella inscrit son premier but avec Newcastle United le 31 janvier 2015, d'un tir du pied gauche face à Hull City (victoire 3-0). Il est auteur d'une autre passe décisive dans sa saison. Ce bilan, considéré comme insuffisant, lui vaut de ne plus bénéficier du soutien des dirigeants du club et fait que son passage dans le club anglais est considéré comme un échec,.

#### Olympique de Marseille (2015-2017)
Rémy Cabella est prêté avec option d'achat estimée à 8 M€, le 19 août 2015 à l'Olympique de Marseille pour la saison 2015-2016. Il joue son premier match sous le maillot phocéen le dimanche suivant en tant que titulaire lors d'une victoire à domicile contre l'ES Troyes Aube Champagne six buts à zéro. Il éprouve des difficultés à retrouver le niveau qui était le sien au Montpellier HSC. Début décembre, il inscrit le but de la victoire contre le Stade Rennais, son premier but avec le club. En confiance, il récidive la journée suivante contre son ancien club, le Montpellier HSC, les deux équipes se séparent sur un match nul deux buts partout. Il est élu par les supporters du club, meilleur joueur de décembre. Titulaire tout au long de la saison, il devient remplaçant en fin de saison après l'arrivée de Franck Passi comme entraîneur. Le club connaît une saison difficile avec une treizième place en Championnat malgré une finale de Coupe de France perdue face au Paris-SG.
Lors de la saison 2016-2017 et après que son option d'achat a été levée, il profite du départ de Lucas Ocampos pour troquer son numéro 13 contre le numéro 7. Titulaire dès les premiers matchs au poste de meneur de jeu ou d'ailier, il marque son premier but de la saison contre le FC Lorient sur un coup franc direct.

#### Prêt puis transfert à l'AS Saint-Étienne (2017-2019)
Le 31 août 2017, il est prêté sans option d'achat à l'AS Saint-Étienne. Il inscrit son premier but en vert dès la 52e seconde lors de sa première apparition face à Angers au Stade Geoffroy-Guichard (1-1) le 10 septembre 2017.
Le 16 août 2018, il est officiellement transféré chez les Verts de manière définitive. Il signe un contrat de quatre ans alors que son transfert est estimé à cinq millions d'euros (sans bonus éventuels).
Il réalise une bonne saison 2018-2019 en inscrivant huit buts, dont un face au Stade de Reims le 21 avril 2019 (victoire 2-0). L'ASSE finit 4e et se qualifie pour la Ligue Europa.
En mai 2019, Remy Cabella est élu joueur de la saison par les supporters.

#### Expérience en Russie (2019-2022)

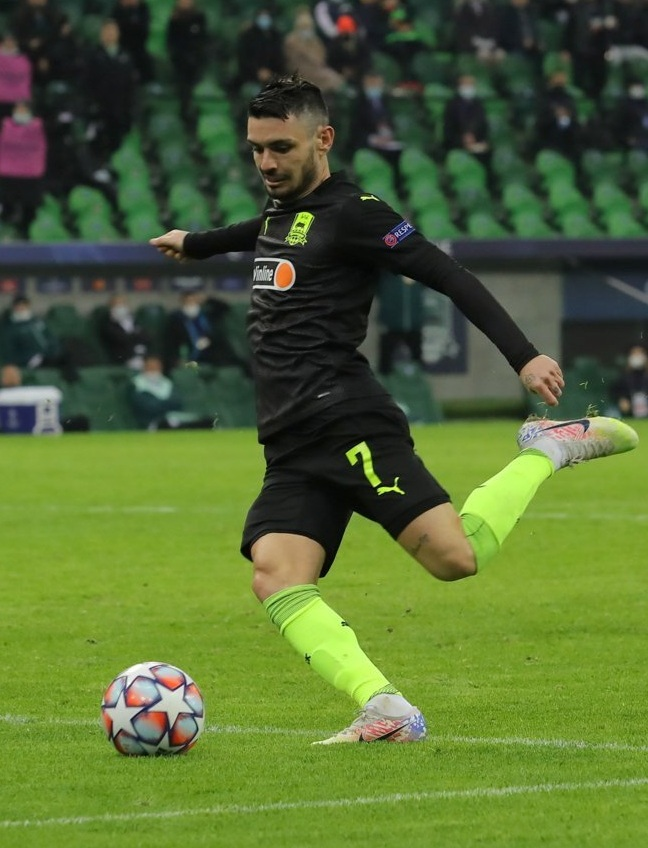
Rémy Cabella avec le FK Krasnodar en novembre 2020.

À l'issue de la saison 2018-2019, Rémy Cabella tente une nouvelle fois l'aventure à l'étranger en signant avec le club russe du FK Krasnodar. Le transfert s'élève alors à douze millions d'euros.
Le 21 août 2019, à l'occasion des barrages aller de la Ligue des champions de l'UEFA 2019-2020 contre l'Olympiakos, il est victime d'une rupture des ligaments croisés du genou gauche qui le rend indisponible pendant plusieurs mois. En juillet 2020, opposés au FK Oural, Cabella retrouve le chemin des filets. D'une panenka sur penalty, le Français trompe la vigilance de Vladislav Poletaev (3-0).
Après avoir terminé troisième du championnat de Russie après une victoire 4-0 contre l'Akhmat Grozny, le FK Krasnodar affrontait le FK Oufa pour le lancement de la saison 2020-2021, le 9 août. Blessé quasiment toute la saison précédente, il est rétabli de sa rupture des ligaments croisés. Idéalement servi par Wanderson, il ouvre le score à la suite d'un bel enchaînement (1-0, 53e) avant de voir double quelques minutes plus tard d'une lourde frappe dans la lucarne droite (2-0, 63e).
À la suite du conflit russo-ukrainien, le club décide de mettre fin à son contrat.

#### Signature à Montpellier et retour en Ligue 1 (2022)
Courtisé par plusieurs clubs comme l’AS Saint-Étienne, le RC Strasbourg ou encore Olympiakos, il décide de retourner dans son premier club professionnel, au Montpellier HSC.

#### LOSC Lille (2022-2025)
Le 10 juillet 2022, il signe un contrat jusqu’en juin 2023 plus une saison en option avec le LOSC Lille.
Fin juillet 2022, il participe à la tournée d’avant-saison des Lillois dans la région de Marbella en Espagne. Malgré quelques pépins physiques, ses débuts au sein de la formation joueuse de Paulo Fonseca sont remarqués en Ligue 1. Rayonnant, l'ancien international français joue au service des autres et s'impose parmi les leaders techniques du LOSC au poste de numéro 10. Ses performances lui valent une prolongation jusqu'en 2025 sous les couleurs nordistes qui se qualifient en fin de championnat pour la troisième édition de la Ligue Europa Conférence. Le numéro 10 lillois retrouve ainsi les joutes européennes qu'il avait connues notamment pendant son passage récent à Krasnodar.
Il marque un beau dernier but sous les couleurs Lilloise le samedi 17 Mai 2025 contre le Stade de Reims en aile de pigeon.

#### Olympiakos (depuis 2025)
Le 20 mai 2025, il s'engage librement avec le club grec de l'Olympiakos.

### Carrière internationale

#### Équipe de Corse
La Corse n'est pas membre de la FIFA car elle n'a pas de fédération propre, et ne participe donc pas aux compétitions internationales. Le 6 juin 2009, à Ajaccio, il honore sa première sélection avec l'équipe de Corse contre le Congo (1-1). Il retrouve la sélection corse en mai 2016, pour jouer un match amical contre la sélection basque. Les deux équipes se quittent sur un match nul 1-1 et les basques l'emportent aux tirs au but. Cabella réussit le sien.
Le 2 juin 2019, il marque son premier but avec la sélection face à la Sardaigne (1-1 1-4).

##### Buts en sélection
| No | Date        | Lieu                               | Adversaire | Score | Résultat  | Compétition |
| -- | ----------- | ---------------------------------- | ---------- | ----- | --------- | ----------- |
| 1  | 2 juin 2019 | Stade Bruno-Nespoli, Olbia, Italie | Sardaigne  | 1–1   | 1-1 (4-1) | Amical      |

#### Équipe de France espoirs
Le 8 février 2011, au stade Gaston-Petit de Châteauroux, il obtient une première sélection en équipe de France espoirs, en match amical face à la Slovaquie puis sa première titularisation le 2 juin au stade Robert-Diochon de Rouen contre la Serbie et marque son premier but contre l'Ukraine le 5 juin 2011, au Stade Dynamo Lobanovski de Kiev.
Toujours avec les espoirs, il commence les éliminatoires de l'Euro 2013 par une victoire face à la Lettonie (3-0), le 2 septembre 2011, au stade Skonto de Riga et marque son premier but lors de ces éliminatoires le 10 novembre 2011, au stade de la Beaujoire contre la Roumanie.
Ils terminent premiers du groupe avec sept victoires et une défaite, Rémy Cabella inscrit deux buts et adresse deux passes décisives. Ils sont éliminés lors des barrages par l'équipe de Norvège après avoir gagné le match aller.

#### Équipe de France
Rémy Cabella fait partie des sept réservistes appelés par Didier Deschamps pour le stage préparatoire de la Coupe du monde 2014. Il est l'un des trois joueurs à découvrir l'équipe de France avec Morgan Schneiderlin et Loïc Perrin. Lors du premier match de préparation disputé face à la Norvège au Stade de France, le 27 mai 2014, il entre en jeu en remplacement de Yohan Cabaye à la 80e minute de la rencontre. Les Français s'imposent sur le score de quatre buts à zéro. À la suite du forfait de Franck Ribéry, le 6 juin, il est rappelé chez les « Bleus » par le sélectionneur mais, ne dispute aucune rencontre de la compétition. Il connaît sa première titularisation lors du match amical disputé à l'extérieur contre la Serbie, le 7 septembre 2014 et délivre sa première passe décisive en équipe de France.

## Statistiques
Le tableau ci-dessous retrace la carrière de Rémy Cabella depuis ses débuts professionnels,.

| Saison                | Club                          | Championnat           | Championnat | Championnat | Championnat | Coupe nationale | Coupe nationale | Coupe nationale | Coupe de la Ligue | Coupe de la Ligue | Coupe de la Ligue | Supercoupe | Supercoupe | Supercoupe | Compétition(s) continentale(s) | Compétition(s) continentale(s) | Compétition(s) continentale(s) | Compétition(s) continentale(s) | Total | Total | Total |
| Saison                | Club                          | Division              | M.          | B.          | P.d.        | M.              | B.              | P.d.            | M.                | B.                | P.d.              | M.         | B.         | P.d.       | Comp.                          | M.                             | B.                             | P.d.                           | M.    | B.    | P.d.  |
| 2010-2011             | AC Arles-Avignon (prêt)       | Ligue 1               | 17          | 3           | 0           | 1               | 0               | 1               | -                 | -                 | -                 | -          | -          | -          | -                              | -                              | -                              | -                              | 18    | 3     | 1     |
| 2011-2012             | Montpellier HSC               | Ligue 1               | 29          | 3           | 0           | 4               | 3               | 0               | 1                 | 0                 | 0                 | -          | -          | -          | -                              | -                              | -                              | -                              | 34    | 6     | 0     |
| 2012-2013             | Montpellier HSC               | Ligue 1               | 31          | 7           | 6           | 1               | 0               | 0               | 2                 | 1                 | 1                 | 1          | 0          | 0          | C1                             | 6                              | 0                              | 1                              | 41    | 8     | 8     |
| 2013-2014             | Montpellier HSC               | Ligue 1               | 37          | 14          | 5           | 3               | 0               | 1               | 1                 | 0                 | 0                 | -          | -          | -          | -                              | -                              | -                              | -                              | 41    | 14    | 6     |
| Sous-total            | Sous-total                    | Sous-total            | 97          | 24          | 11          | 8               | 3               | 1               | 4                 | 1                 | 1                 | 1          | 0          | 0          | -                              | 6                              | 0                              | 1                              | 116   | 28    | 14    |
| 2014-2015             | Newcastle United              | Premier League        | 31          | 1           | 2           | 1               | 0               | 0               | 2                 | 0                 | 0                 | -          | -          | -          | -                              | -                              | -                              | -                              | 34    | 1     | 2     |
| 2015-2016             | Olympique de Marseille (prêt) | Ligue 1               | 34          | 5           | 2           | 4               | 0               | 0               | 1                 | 1                 | 0                 | -          | -          | -          | C3                             | 6                              | 0                              | 0                              | 45    | 6     | 2     |
| 2016-2017             | Olympique de Marseille        | Ligue 1               | 29          | 2           | 4           | 3               | 4               | 1               | -                 | -                 | -                 | -          | -          | -          | -                              | -                              | -                              | -                              | 32    | 6     | 5     |
| 2017-2018             | Olympique de Marseille        | Ligue 1               | 3           | 1           | 0           | -               | -               | -               | -                 | -                 | -                 | -          | -          | -          | C3                             | 1                              | 0                              | 0                              | 4     | 1     | 0     |
| Sous-total            | Sous-total                    | Sous-total            | 66          | 8           | 6           | 7               | 4               | 1               | 1                 | 1                 | 0                 | -          | -          | -          | -                              | 7                              | 0                              | 0                              | 81    | 13    | 7     |
| 2017-2018             | AS Saint-Étienne (prêt)       | Ligue 1               | 26          | 7           | 6           | 1               | 0               | 1               | -                 | -                 | -                 | -          | -          | -          | -                              | -                              | -                              | -                              | 27    | 7     | 7     |
| 2018-2019             | AS Saint-Étienne              | Ligue 1               | 34          | 8           | 5           | 2               | 2               | 0               | 1                 | 0                 | 0                 | -          | -          | -          | -                              | -                              | -                              | -                              | 37    | 10    | 5     |
| Sous-total            | Sous-total                    | Sous-total            | 60          | 15          | 11          | 3               | 2               | 1               | 1                 | 0                 | 0                 | -          | -          | -          | -                              | -                              | -                              | -                              | 64    | 17    | 12    |
| 2019-2020             | FK Krasnodar                  | Premier-Liga          | 9           | 2           | 1           | -               | -               | -               | -                 | -                 | -                 | -          | -          | -          | C1                             | 3                              | 0                              | 0                              | 12    | 2     | 1     |
| 2020-2021             | FK Krasnodar                  | Premier-Liga          | 24          | 8           | 2           | 1               | 0               | 0               | -                 | -                 | -                 | -          | -          | -          | C1+C3                          | 5+2                            | 3+0                            | 1+0                            | 32    | 11    | 3     |
| 2021-2022             | FK Krasnodar                  | Premier-Liga          | 16          | 4           | 6           | 2               | 0               | 1               | -                 | -                 | -                 | -          | -          | -          | -                              | -                              | -                              | -                              | 18    | 4     | 7     |
| Sous-total            | Sous-total                    | Sous-total            | 49          | 14          | 9           | 3               | 0               | 1               | -                 | -                 | -                 | -          | -          | -          | -                              | 10                             | 3                              | 1                              | 62    | 17    | 11    |
| 2021-2022             | Montpellier HSC               | Ligue 1               | 5           | 0           | 0           | -               | -               | -               | -                 | -                 | -                 | -          | -          | -          | -                              | -                              | -                              | -                              | 5     | 0     | 0     |
| 2022-2023             | LOSC Lille                    | Ligue 1               | 32          | 7           | 10          | 3               | 0               | 1               | -                 | -                 | -                 | -          | -          | -          | -                              | -                              | -                              | -                              | 35    | 7     | 11    |
| 2023-2024             | LOSC Lille                    | Ligue 1               | 30          | 2           | 2           | -               | -               | -               | -                 | -                 | -                 | -          | -          | -          | C4                             | 11                             | 2                              | 3                              | 41    | 4     | 5     |
| 2024-2025             | LOSC Lille                    | Ligue 1               | 23          | 1           | 2           | 3               | 0               | 0               | -                 | -                 | -                 | -          | -          | -          | C1                             | 11                             | 1                              | 0                              | 37    | 2     | 2     |
| Sous-total            | Sous-total                    | Sous-total            | 85          | 10          | 14          | 6               | 0               | 1               | -                 | -                 | -                 | -          | -          | -          | -                              | 22                             | 3                              | 3                              | 113   | 13    | 18    |
| Total sur la carrière | Total sur la carrière         | Total sur la carrière | 405         | 75          | 53          | 31              | 9               | 5               | 10                | 2                 | 1                 | 1          | 0          | 0          | -                              | 45                             | 6                              | 5                              | 492   | 92    | 64    |

### En sélection nationale
| Saison                | Sélection             | Phases finales        | Phases finales | Phases finales | Phases finales | Éliminatoires | Éliminatoires | Éliminatoires | Ligue des nations | Ligue des nations | Ligue des nations | Matchs amicaux | Matchs amicaux | Matchs amicaux | Total | Total | Total |
| Saison                | Sélection             | Compétition           | M              | B              | Pd             | M             | B             | Pd            | M                 | B                 | Pd                | M              | B              | Pd             | M     | B     | Pd    |
| --------------------- | --------------------- | --------------------- | -------------- | -------------- | -------------- | ------------- | ------------- | ------------- | ----------------- | ----------------- | ----------------- | -------------- | -------------- | -------------- | ----- | ----- | ----- |
| 2013-2014             | France                | Coupe du monde 2014   | 0              | 0              | 0              | -             | -             | -             | -                 | -                 | -                 | 1              | 0              | 0              | 1     | 0     | 0     |
| 2014-2015             | France                | -                     | -              | -              | -              | -             | -             | -             | -                 | -                 | -                 | 3              | 0              | 1              | 3     | 0     | 1     |
| Total sur la carrière | Total sur la carrière | Total sur la carrière | -              | -              | -              | -             | -             | -             | -                 | -                 | -                 | 4              | 0              | 1              | 4     | 0     | 1     |

### Liste des matches internationaux
|   | Date             | Lieu                                      | Adversaire | Résultat | Compétition  | Notes                                                                 |
| - | ---------------- | ----------------------------------------- | ---------- | -------- | ------------ | --------------------------------------------------------------------- |
| 1 | 27 mai 2014      | Stade de France, Saint-Denis, France      | Norvège    | 4 - 0    | Match amical | Entre en jeu à la place de Yohan Cabaye à la 79e minute de jeu.       |
| 2 | 4 septembre 2014 | Stade de France, Saint-Denis, France      | Espagne    | 1 - 0    | Match amical | Entre en jeu à la place de Mathieu Valbuena à la 74e minute de jeu.   |
| 3 | 7 septembre 2014 | Stade de l'Étoile rouge, Belgrade, Serbie | Serbie     | 1 - 1    | Match amical | Titulaire et remplacé par Alexandre Lacazette à la 60e minute de jeu. |
| 4 | 14 octobre 2014  | Stade Vazgen Sargsyan, Erevan, Arménie    | Arménie    | 0 - 3    | Match amical | Entre en jeu à la place de Moussa Sissoko à la 60e minute de jeu.     |

## Palmarès
Rémy Cabella est champion de France 2012 avec le Montpellier HSC.  Il est également finaliste du Trophée des Champions en 2012.
Il est finaliste de la Coupe de France en 2016 avec l'Olympique de Marseille.
| Montpellier HSC (1)                                                                      | Olympique de Marseille                 |
| ---------------------------------------------------------------------------------------- | -------------------------------------- |
| - Championnat de France : - Champion : 2012 - Trophée des Champions : - Finaliste : 2012 | - Coupe de France : - Finaliste : 2016 |

## Style de jeu
Milieu de terrain offensif, Rémy Cabella est un joueur classé comme « bon dribbleur ». Son physique est considéré comme un point faible, notamment dans des duels avec des défenseurs. Ce point faible est mis en avant pour justifier son échec lors de son passage à Newcastle United,.